# Centro Universitario de Tonalá
El Centro Universitario de Tonalá (CUTonalá) es un campus de la Universidad de Guadalajara ubicado en Tonalá, Jalisco, México. Es conocido por ofrecer una variedad de programas de licenciatura y posgrado en campos como artes, ciencias sociales, ciencias de la salud, ingeniería, entre otros.

## Historia
En una visita a Jalisco, el funcionario federal, Aurelio Nuño Mayer, participó en la inauguración oficial del CUTonalá y en la entrega de certificados del Sistema Nacional de Bachillerato (SNB) a los planteles de Jalisco. Estos eventos contaron con la presencia del exgobernador de Jalisco, Jorge Aristóteles Sandoval Díaz, el exrector General de la UdeG, Itzcóatl Tonatiuh Bravo Padilla, y el exrector del CUTonalá, Ricardo Villanueva Lomelí.
Durante su visita, Nuño Mayer elogió el trabajo de la Universidad de Guadalajara en términos de cobertura y calidad educativa. Reconoció la contribución financiera del gobierno federal y del gobierno de Jalisco, destacando el apoyo particular al CUTonalá. El Exrector General de la UdeG habló sobre la descentralización de la educación a través de la Red Universitaria y los logros en calidad educativa, mencionando los 49 planteles reconocidos en el SNB.
En relación con el CUTonalá, se informó que se estaba avanzando en la construcción, con una segunda etapa ya iniciada y una tercera etapa planeada. Se resaltó la voluntad del gobierno de Jalisco y su significativa contribución financiera al proyecto.
Nuño Mayer agradeció el apoyo del gobierno estatal a la educación e innovación y aseguró que se garantizaban los fondos necesarios para la construcción del CUTonalá. También expresó que la educación superior en México estaba avanzando hacia alcanzar una meta de cobertura del 40 por ciento.
El exgobernador de Jalisco elogió el compromiso de Nuño Mayer con la educación y la calidad, así como la colaboración única entre el gobierno estatal, la UdeG y el CUTonalá. Destacó el apoyo financiero sin restricciones a la universidad y el papel del CUTonalá en responsabilidad social e innovación.
El Exrector del CUTonalá, Ricardo Villanueva Lomelí, destacó la función del plantel en abordar desafíos y derribar barreras entre las ciencias.
En la entrega de certificados del SNB, se reconoció a Jalisco por sus avances en cobertura y baja tasa de deserción. Hubo una amplia participación de representantes de la UdeG, el gobierno federal, y autoridades locales. 

## Oferta Educativa
Lo siguiente  Licenciatura
- Carrera de Abogado
- Carrera de Médico Cirujano y Partero
- Licenciatura en Administración de Negocios
- Licenciatura en Arquitectura
- Licenciatura en Ciencias Forenses
- Licenciatura en Contaduría Pública
- Licenciatura en Diseño de Artesanía
- Licenciatura en Estudios Liberales
- Licenciatura en Gerontología
- Licenciatura en Historia del Arte
- Licenciatura en Ingeniería en Ciencias Computacionales
- Licenciatura en Ingeniería en Energía
- Licenciatura en Ingeniería en Nanotecnología
- Licenciatura en Nutrición
- Licenciatura en Salud Pública

Maestría
- Movilidad Urbana, Transporte y Territorio
- Ingeniería del Agua y la Energía (Profesionalizante)
- Gestión de Gobiernos Locales
- Geología
- Ciencias en Ingeniería del Agua y la Energía (Investigación)
- Ciencias Antropológicas
- Ciencia de la Ciudad
- Bioética

Doctorado
- Movilidad Urbana, Transporte y Territorio
- Investigación Multidisciplinaria en Salud
- Geología
- Derechos Humanos
- Agua y Energía